# مارك هولمز
مارك هولمز هو راكب الكنو كندي، ولد في 28 أكتوبر 1964.

## وصلات خارجية
- مارك هولمز على موقع أوليمبيديا (الإنجليزية)